# Alafia falcata
Alafia falcata är en oleanderväxtart som beskrevs av A.J.M. Leeuwenberg. Alafia falcata ingår i släktet Alafia och familjen oleanderväxter. Inga underarter finns listade i Catalogue of Life.